# جامع الناقة

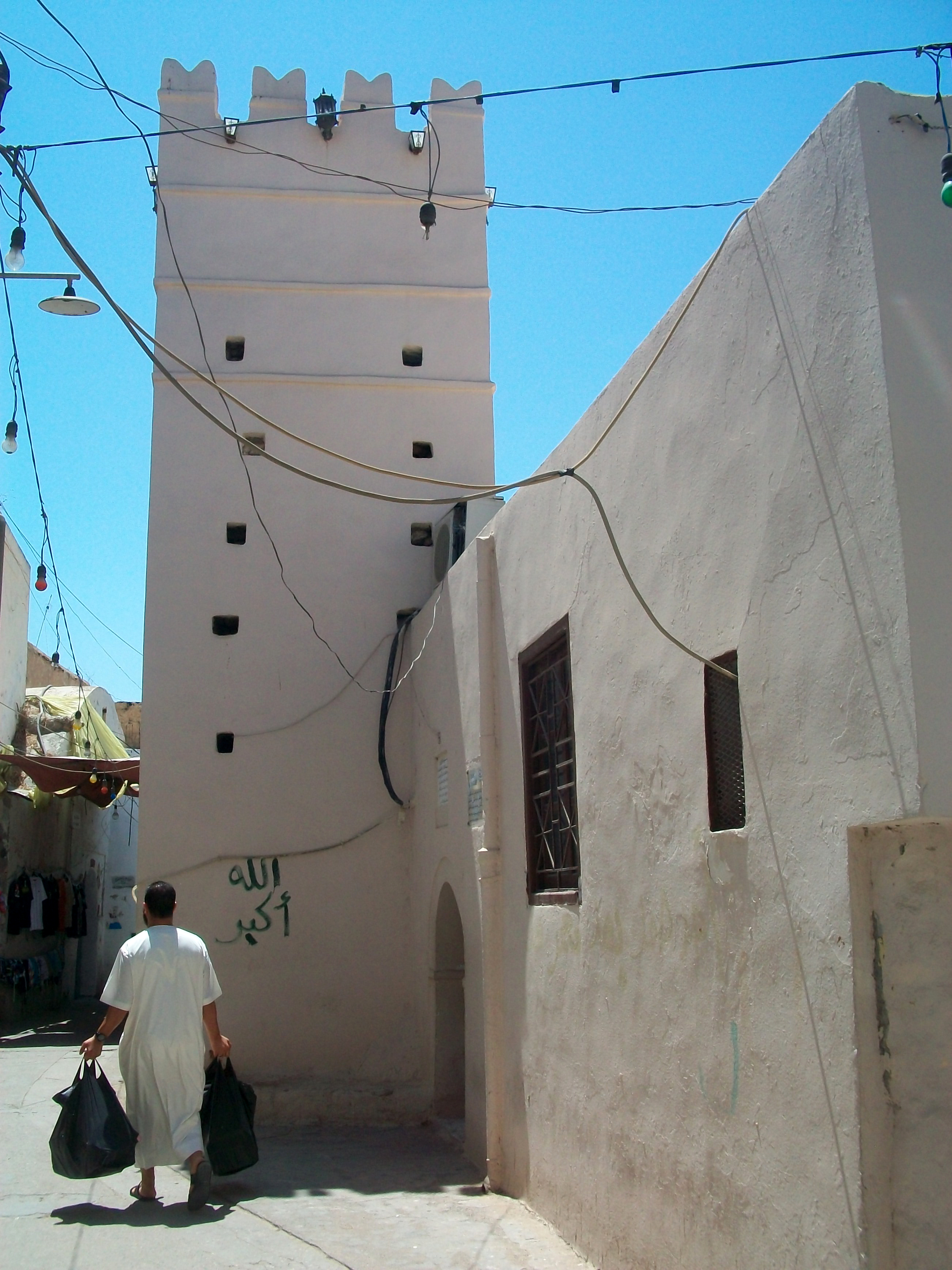
الجامع من الخارج.

مسجد الناقة يعرف بأعتق (أقدم) مساجد المدينة القديمة (طرابلس) وأحد أقدم المساجد في شمال أفريقيا فقد مر على بناءه عتبات الألف ومائتا عام
وبني قبل بناء الجامع الأزهر بالقاهرة وكانت مساحته تبلغ حوالي 900 متر مربع.

## سنة التأسيس
يقال أن هذا الجامع بني أيام المعز لدين الله الفاطمي عندما مر بطرابلس في طريقه إلي القاهرة بعد منتصف القرن العاشر الميلادي وقد أشار التجاني عند زيارته إلي طرابلس ما بين عامي 1306م و1308م حيث يخبرنا (أن بين القصبة والمدرسة المستنصرية جامع طرابلس الأعظم الذي بناه بنو عبيد) حيث يقع خلف منطقة تجارية نشيطة دائبة الحركة وبما إن المباني المحيطة به تبدو في جلها عتيقة المظهر (وهي في الغالب دكاكين صغيرة ومتراصة بعضها مختص في بيع الحلي والأخرى لصناعة النسيج والحرير) فإن الجامع اختلط بهذه المباني المتراصة حتى لا يكاد المرء ينتبه إلى وجوده لأول وهلة، غير أن هذا الجامع المتواضع في هيئته ومظهره يستطيع أن يثير فيك مرآة شموخ الأثر الصامد أمام سطور القرون العشر التي تحطمت على عتباته.

## قصة الجامع
ارتبط هذا الجامع بقصة الناقة المحملة التي وهبت من الخليفة المعز لدين الله الفاطمي أو قائده جوهر الصقلي لأهل المدينة لبناء هذا المسجد. ويقال ان هذا المسجد تمت إعادة بنائه سنة 1019 هجري/1610 ميلادي على يد صفرداي، وذلك ما جاء في لوحة رخامية وجدت به تشير إلى تشييده بحيث يربط بين هذا الجامع والجامع الأعظم. لكن هذه الروايات التاريخية تفتقد الكثير من الدقة. ويدفع البعض برأي مخالف لا ينكر حقيقة ان جامع الناقة هو من أقدم واعتق المساجد وانه كان يسمى بمسجد العشرة، وقد وجد في فترة مبكرة من عمر الإسلام أي ما هو قبل العصر العبيدي الفاطمي. وكذلك لا يوجد ما يؤيد انتماء هذا المسجد للمرحلة الفاطمية من ناحية مميزات الطرز المعمارية الفاطمية.
بل ان ما يوجد فيه هو بروز صحنه وهذا الأمر معروف في المساجد الإسلامية الأولى كمسجد القيروان والجامع الأموي وقرطبة وسامراء ومسجد ابن طولون. علماً بأن هذا الصحن يتصف وضع غريب حيث انه يقع على جانب المسجد، ولم يكن فيه صحن خلفي يلي بيت الصلاة، وقد كان عنصر الصحن من العناصر الأساسية بالمساجد العتيقة، يلي بيت الصلاة في أهميته، حيث يعتبر امتداداً له.
وقد تغير نظام الصحن في العهد السلجوقي بإضافة الإيوان لظلات الصحن (أروقة الصحن) اما مئذنة جامع الناقة الحالية المغربية الطراز فهي من نوع المآذن المقتبسة من مئذنة القيروان المشيدة في أوائل القرن الثاني عشر الهجري (حوالي 110 هجري) اما قصة الناقة فهي قصة شعبية ينقصها السند التاريخي. وربما ذات علاقة بجذور خيالية. أكثر من واقعية. وظهرت هذه التسمية في العهد العثماني الأول على اثر طرد الأسبان.

## موقع المسجد
يقع في المنطقة الجنوب شرقيه للمدينة القديمة بالقرب من ساحة «الفنيدقة» في الزقاق الضيق المتفرع منها ويجاور كل من من فندق الغدامسى وفندق حواص وعلى مقربة من جامع أحمد باشا القرملي.
موقع الجامع من موقع ويكمابيا 

## الشكل المعمارى

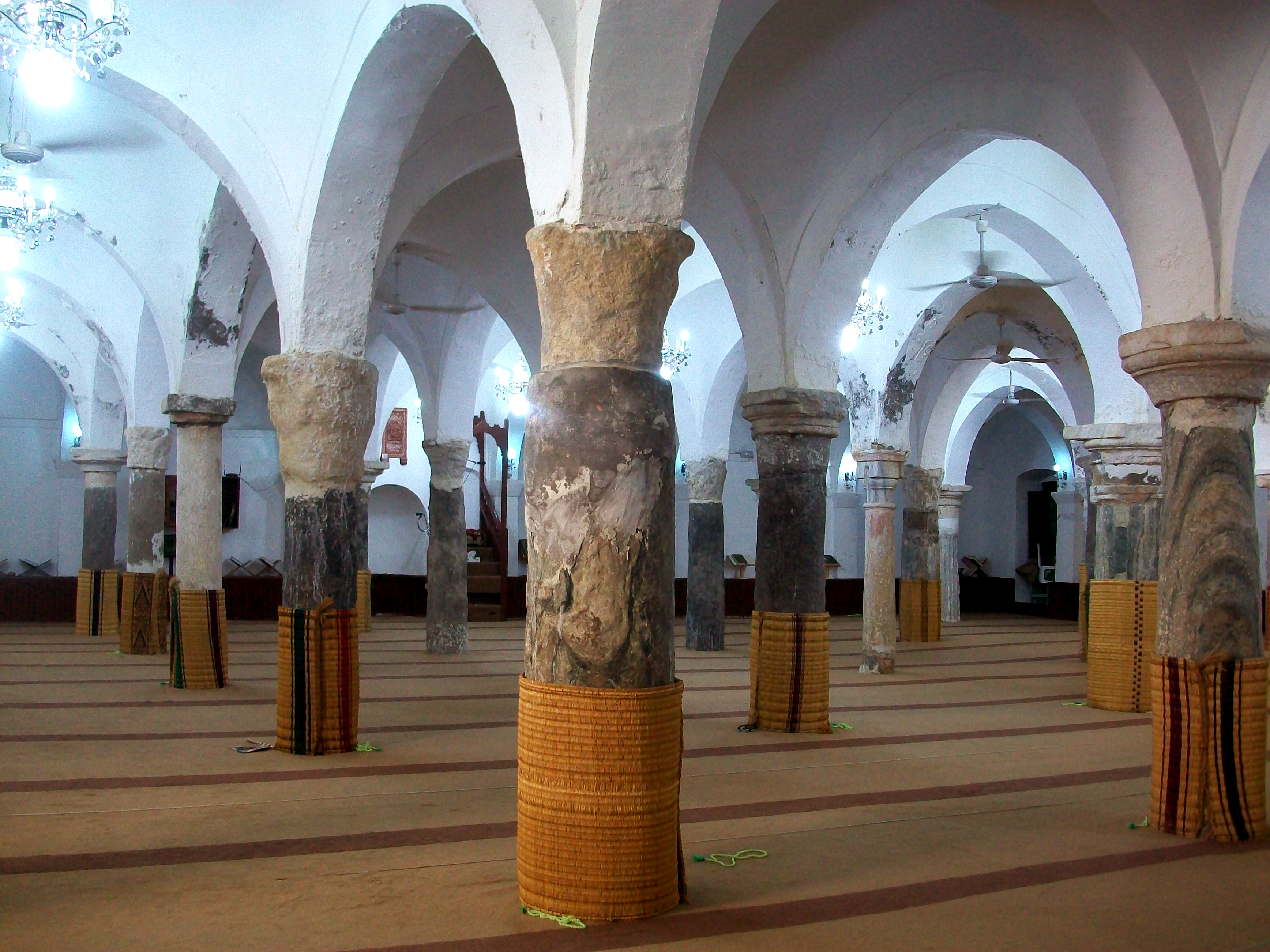
الجامع من الداخل.

الجامع مربع الشكل غير كبير وفسحة صحنه تكاد تساوى فسحة بيت الصلاة وله ثلاثة أبواب: اثنان منها رئيسية يلج منها الداخل منها رأسا إلى حيث تقام الصلاة، والثالث مستقل لكنه يقضى إلى الميضأة الخاصة به، ويقوم بيت الصلاة على خمسة وثلاثين عمودا غير متجانسة الأشكال والأحجام والألوان ولا يحتاج المرء إلى أي دليل يرشده بأن بأن هذه هذه الأعمدة الرخامية هي من بقايا المدن الرومانية وترتفع فوق سطح الجامع مئذنة مربعة الشكل على الطراز المغربي لا يزيد ارتفاعها عن خمسة أمتار وإلى جوارها 42 قبة صغيرة الحجم ويتمتع هذا المسجد بحب أهالي المدينة قد وصفه التجاني بأنه جامع متسع على أعمدة مرتفعة وسقفه حديث التجديد وبه منار متسع مرتفع قائم على أعمدة مستديرة وابتداء من منتصفها تعتبر سداسية وكان بناؤه في العام المكمل للمائة الثالثة على يد خليل إسحاق وأصله من طرابلس ويذكر التجاني (أن شكرا المعروف بالصقلبي ابتني الماجل الذي بجامع طرابلس من الجهة الجوفية والقبة التي عليه في سنة تسع وتسعين ومائتين 882-883م هذا ورمم الجامع بتاريخ يوم 26 مارس 1610م أيام والي طرابلس صفر داى حيث توجد لوحة تذكارية تشير إلي ذلك وآخر الترميمات الحديثة بعد الحرب العالمية الثانية حيث تحطمت بعض أروقة الجامع بالقنابل، وأن الجامع يمتاز بطرازه الليبي القديم ذو القباب الصغيرة التي انتشرت في أنحاء مختلفة من الأراضي الليبية ويخلو الجامع من النقوش والكتابات الزخرفية.
يشغل بيت الصلاة الجزء الشمالي من مبني الجامع وهو عبارة عن قاعة شبة مستطيلة يبلغ طول جدار القبلة بها 39,25 م والجدار المقابل له39,40 م بينما يبلغ طول الجدار الشمالي 19,35 م والجدار الجنوبي الغربي20,30 م وسمك الجداران حوالي 40 سم، وقاعة الصلاة بها العديد من الأبواب والنوافد موزعة علي جدرانها على ارتفاعات مختلفة وتتكون من سبعة أروقة موازية لحائط القبلة ترتكز على 26 عمودا مختلفة الأشكال أكثرها جلب من المواقع الأثرية التي تعود إلي العهد الروماني وقليل منها من العهد العثماني مصنوعة من الرخام أو الجرانيت وبعضها من الحجر وهذه الأعمدة تحمل عقوداً يميل إلي التدبيب الدائري تستند عليها القباب التي تغطى القاعة ويبلغ عددها 42 قبة ترتكز كل قبة علي أربعة أعمدة وقد غطي الرواق الشمالي الغربي بقبو.
المحراب
يقع المحراب في منتصف جدار القبلة وهو عبارة عن تجويف بسيط على كل جانب من جوانبه عمود صغير وفوق المحراب توجد لوحة رخامية مزخرفة بزخارف نباتية في الجزء العلوي منها كتب (لا إله إلا الله) وفي الجزء الذي يليه (محمد رسول الله) والمنبر يقع على يسار المحراب وهو مصنوع من الخشب له أربع درجات.
المنارة
هي عبارة عن برج مربع الشكل يبلغ ارتفاعها حوالي عشرة أمتار ولها شرفة تشبه جامع البشتي أو الكتاني (جامع القدس حاليا) بشارع أبي هريدة، الجمهورية، ومئذنة جامع مولاي محمد والمعروف أن المآذن المربعة من سمة الطراز المغربي، ويمكن الدخول إلي المنارة عن طريق باب ضيق في الجدار الشمالي.
صحن الجامع
يظهر أنه أضيق ويوجد في الجنوب الغربي للمبني وهو عبارة عن ساحة مكشوفة محاطة برواق ذي أعمدة مختلفة ويبلغ مساحته (282) مترا مربعاً وكان الجزء الشرقي من الصحن يتكون من رواقين ولكنه تهدم في الحرب العالمية الثانية وأعيد ترميمه بشكل رواق واحد ويوجد بالصحن ماجن لتخزين مياه الأمطار.
الميضأة
تقع ميضأة الجامع في زاوية المبني في الناحية الجنوبية الغربية وهي تطل علي فناء المسجد ومكان الميضأة مغطي بسقف على شكل قبوين مستطيلين متوازيين يدعمهما الجدار الخارجي للمبني وتصل إلي الميضأة عن طريق ممر طويل بجوار باب المسجد الرئيسي.